# Iran-Contra
L'escàndol Iran-Contra, també conegut com a Irangate, és un esdeveniment polític ocorregut entre 1985 i 1986, en el qual el govern dels Estats Units, sota l'administració del president Ronald Reagan, va vendre armes al govern iranià quan aquest es trobava immers en la guerra Iran-Iraq i va finançar el moviment conegut com a "Contras" nicaragüenca (moviment armat creat i finançat pels Estats Units per atacar el govern sandinista de Nicaragua, durant el període conegut com a Revolució Sandinista). Ambdues operacions, la venda d'armes i el finançament de la Contra, estaven prohibides pel Congrés dels EUA, per aquesta raó aquest fet era considerat com alta traïció.
L'operació de venda d'armes a l'Iran va produir més de 47 milions de dòlars, diners que va ser gestionat per Oliver North mitjançant un entramat de comptes bancaris a Suïssa i va ser utilitzat, principalment, per al finançament de l'agressió al govern de Nicaragua i suport a la Contra.
El 5 d'octubre de 1986, va ser abatut per l'Exèrcit Popular Sandinista (EPS) de Nicaragua, un avió de transport nord-americà amb subministraments per als Contras, pilotat per Eugene Hasenfus, que va ser l'únic sobrevivent i va ser fet presoner. El 3 de novembre de 1986 un setmanari libanès publicava la venda d'armes de guerra a l'Iran per part dels Estats Units. El 25 de novembre en una roda de premsa, el president Ronald Reagan i el procurador general de la República Edwin Meese reconeixien que tots dos fets estaven relacionats i que hi havia una nota escrita d'Oliver North d'abril d'aquell mateix any on s'especificava que 12 milions de dòlars de les vendes d'armes serien utilitzats per ajudar els Contras. Tot això va portar a la creació, per part del Congrés dels Estats Units, d'una comissió d'investigació.
El director de la CIA d'aquella època, William J. Casey, en declaracions al periodista Bob Woodward, va admetre, al febrer de 1987, que ell coneixia les accions que l'agència d'intel·ligència estava realitzant per al finançament de la contrarevolució nicaragüenca. El 6 de maig de 1987 William Casey va morir; era l'endemà que el congrés comencés les seves vistes públiques en l'assumpte Iran-contra.